# Carine Ngarlemdana
Carine Ngarlemdana, née le 13 novembre 1994 à N’Djamena, est une judoka tchadienne.

## Biographie
À l'âge de 12 ans, elle a remporté une médaille de bronze à un concours national organisé à N'Djaména.
Elle a participé aux Jeux olympiques d'été de 2012 dans l'épreuve féminine de -70 kg. Elle était le porte-drapeau du Tchad lors de la cérémonie d'ouverture. Elle fait face à la judoka britannique Sally Conway au premier tour. Ngarlemdana a perdu le combat par un score ippon après avoir été touché par un wazaari de Conway.
Ngarlemdana a été vainqueur d'un tournoi international de niveau club qui s'est tenu à Cergy, à Paris en 2016.
Elle remporte une médaille de bronze dans la catégorie des moins de 70 kg aux Championnats d'Afrique de judo 2020 à Antananarivo. Le 09juin 2024, elle remporte une médaille de bronze à l’Open senior d’Abidjan, en Côte d’Ivoire, dans la catégorie des moins de 70 kg.